# 김원중 (배우)
- 영화인 정보
- 이름      = 김원중(REY KIM)

- 출생    = 1973년 1월19일(음력)

- 직업      = 배우(ACTOR)

- 활동      = 1995년~현재까지

- 학력      = 명지전문대/서울문화예술대학

- 국적      = KOREA

김원중(1973년 1월 19일)은  대한민국의 배우이다.
- 영화데뷔 1998년 '남자의 향기'

- (2019년) 단편영화 /선인장 연출
- (2019년) 홍보영상 연출 /일산 MBC아카데미

- 단편영화 작품
- (2018년) 단편영화 마흔 고훈감독
- (2021년) 단편영화 한예종작품PIT 김민승감독
- (2021년) 단편영화 그을린자국 고광준감독
- (2022년) 단편영화 경계선 현명진감독

- TV/예능-케이블
- 2022년 은밀한 뉴스룸
- 2023년 MBN 모내기클럽
- 2023년 YTN2 이슈더있수

- 광고/CF
- (2014년) (하이모)
- (2019년) (롯데 신차장)
- (2019년) (풀케어)
- (2020년) (통큰갈비)
- (2023년) (경남제약-PM)

- OTT DRAMA
- (2019년) WEB DRAMA/사회인 (교체투수역)
- (2021년) WEB DRANA/크라임퍼즐(재소자역)
- (2021년) NETFLIX/오징어게임(우는 남자역)
- (2021년) Tving/돼지의 왕(병철역)
- (2022년) 디즈니/비질란테
- (2022년) NETFLIX/대홍수
- (2023년) 디즈니/킬러들의 쇼핑몰(인부킬러)

- M/V
- FT아일랜드/PRAY
- 소지섭/지우개
- 트랜스픽션/락스타
- GOD/0%
- TJ장혁/일월지애 (상,하)

## 드라마
- 1995년 KBS 《119구조대》
- 1996년 KBS 《신세대 보고 - 어른들은 몰라요》
- 1997년 KBS 《전설의 고향》
- 2000년 KBS 《RNA》
- 2002년 MBC 《어사 박문수》
- 2002년 SBS 《대망》
- 2002년 SBS 《야인시대》 - 가미소리패 역
- 2004년 MBC 《베스트 극장》 - 액션배우 정맑음/양아치역
- 2004년 MBC 《베스트극장》 - 마약수사관K/형사 역
- 2004년 MBC 《베스트극장》 - 모두에게 해피딩/힙합 양아치역
- 2007년 SBS 《연애시대》 - 변태 역
- 2007년 SBS 《로비스트》 - 축구선수 역
- 2007년 MBC 《태왕사신기》 - 만득 역
- 2008년 MBC 《천하일색 박정금》 - 소매치기 역
- 2009년 MBC 《신데렐라맨》
- 2010년 SBS 《자이언트》 - 무술감독
- 2010년 SBS 《닥터챔프》 - 소매치기 역
- 2011년 MBC 《빛과 그림자》
- 2012년 SBS 《드라마의 제왕》
- 2012년 채널A 《불후의 명작》
- 2013년 SBS 《장옥정》 - 왈패두목 역
- 2013년 KBS 《은희》
- 2014년 SBS 《신의선물》 - 운자수 역
- 2015년 KBS 《무림학교》
- 2015년 KBS 《태양의 후예》
- 2015년 재능 《케이캅》 - 박만석 소장 역
- 2016년 SBS 《미녀 공심이》
- 2016년 SBS 《나청렴의원 납치사건》
- 2016년 SBS 《대박》 - 호위무사 역
- 2016년 MBC 《다시 시작해》
- 2017년 OCN 《보이스》 - 연변족 역
- 2017년 OCN 《블랙》
- 2017년 SBS 《수상한 파트너》
- 2017년 MBC 《역적》
- 2017년 OCN 《터널》 - 탈주범 역
- 2017년 tvN 《크리미널 마인드》 - 최재만 역
- 2017년 SBS 《명불허전》
- 2018년 tvN 《라이브》 - 취객 역
- 2018년 KBS 《내일도 맑음》 - 손님 역
- 2018년 SBS 《훈남정음》
- 2018년 SBS 《기름진멜로》
- 2018년 OCN 《플레이어》
- 2018년 JTBC 《스케치》 - 이시훈 형사 역
- 2018년 MBC 《나쁜 형사》 - 오남순 역
- 2019년 OCN 《구해줘 2》 - 기도 역
- 2019년 KBS 《동백꽃 필 무렵》 - 은행강도 역
- 2020년 올레tv 《학교 기담/ 8년》 - 경비원 역/무술감독
- 2020년 JTBC《시지푸스》
- 2020년 MBC 《찬란한 내 인생》
- 2020년 KBS 《99억의 여자》 - 사채업자 역
- 2020년 OCN 《본 대로 말하라》
- 2021년 OCN 《다크홀》 - 아버지 역
- 2021년 KBS 《경찰수업》 - 주취자 역
- 2021년 SBS 《펜트하우스 시즌3》 - 감시관 역
- 2022년 MBC 《두 번째 남편》 - 덩치 역
- 2023년 MBC 《하늘의 인연》-사내1역
- 2024년 SBS 《7인의 탈출》-재소자역

- 2024년 KBS 《환상연가》
- 2024년 KBS 《고려거란전쟁》-거란장수4역

## 영화
- (1998년) 《남자의 향기》
- (1999년) 《쉬리》OP특공요원역
- (2000년) 《싸이렌》
- (2000년) 《리베라메》
- (2000년) 《단적비연수》화산족역,범족
- (2001년) 《천사몽》
- (2001년) 《무사》
- (2001년) 《흑수선》
- (2001년) 《화산고》
- (2001년) 《이것이 법이다》정비사역
- (2001년) 《두사부일체》
- (2002년) 《성냥팔이 소녀의 재림》
- (2002년) 《챔피언》 ... 김용대 역
- (2002년) 《패밀리》
- (2002년) 《남자 태어나다》복싱선수역
- (2003년) 《와일드 카드》 ... 소매치기 4 역
- (2003년) 《내츄럴 시티》
- (2003년) 《올드보이》 ... 철웅 부하 역
- (2004년) 《태극기 휘날리며》 ... 스턴트 역
- (2005년) 《야수와 미녀》구룡파역
- (2006년) 《홀리데이》 ... 조폭 재소자 1 역
- (2006년) 《국경의 남쪽》
- (2006년) 《짝패》 ... 다다미방 조직원 1 역
- (2006년) 《강적》
- (2006년) 《괴물》조무사역
- (2006년) 《뚝방전설》
- (2006년) 《싸이보그지만 괜찮아》
- (2007년) 《소녀X소녀》 ... 불량 중학생 2 역
- (2007년) 《바람 피기 좋은 날》
- (2007년) 《우아한 세계》
- (2007년) 《가면》 ... 지하철 소매치기 역
- (2008년) 《숙명》
- (2008년) 《아버지와 마리와 나》
- (2008년) 《우린 액션배우다》 ... 본인 역
- (2009년) 《박쥐》
- (2011년) 《결정적 한방》형사역,무술감독
- (2011년) 《패는 여자》양아치역
- (2012년) 《내가 살인범이다》 ... 용구 역
- (2012년) 《자칼이 온다》
- (2013년) 《런닝맨》형사역
- (2013년) 《히어로》
- (2014년) 《해적: 바다로 간 산적》 ... 메기 역
- (2014년) 《명량》
- (2014년) 《내 연애의 기억》무술감독
- (2014년) 《개를 훔치는 완벽한 방법》 ... 수중놀이터 풍덩남 역
- (2015년) 《순수의 시대》 ... 정안군 수하 2 역
- (2015년) 《살인의뢰》 ... 칼치부하 1 역
- (2015년) 《권법형사: 차이나타운》 ... 인신매매 1 역
- (2015년) 《미안해 사랑해 고마워》 ... 수배자 역
- (2016년) 《멜리스》경비원역
- (2016년) 《날, 보러와요》 ... 김과장 역
- (2016년) 《오더》 ... 킬러메인 1 역
- (2017년) 《눈발》무술감독
- (2017년) 《쇠파리》 ... 오형사 역
- (2017년) 《대립군》 ... 황개 역
- (2017년) 《중독노래방》무술감독
- (2017년) 《실종 2》 ... 김씨 역
- (2018년) 《궁합》
- (2018년) 《원죄》손님역
- (2018년) 《안시성》 ... 당부대장 역
- (2018년) 《리벤져》 ... 세르게이 부하들 역
- (2019년) 《언니》 ... 어깨 1 역
- (2019년) 《나의 알바 인생》공사장 소장역
- (2019년) 《나쁜 녀석들: 더 무비》 ... 조동철형사 2 역
- (2019년) 《원펀치》
- (2020년) 《히트맨》 ... 제이슨부하 6 역
- (2021년) 《죽지 않는 인간들의밤》요원역
- (2021년) 《미션파서블》한국용병역
- (2021년) 《늑대사냥》이기사역
- (2021년) 《카터》북한장교역
- (2022년) 《핸썸》타보스 조직원1
- (2022년) 《도망쳐》보스역